# Fresne-lès-Reims
Fresne-lès-Reims era un comune francese di 445 abitanti situato nel dipartimento della Marna nella regione del Grand Est. Il 1° gennaio 2017 si è fuso con il comune di Bourgogne per formare il nuovo comune di Bourgogne-Fresne di cui è divenuto comune delegato.

## Società

### Evoluzione demografica
Abitanti censiti